# Papagaios (ort)
Papagaios är en ort i Brasilien.   Den ligger i kommunen Papagaios och delstaten Minas Gerais, i den sydöstra delen av landet, 500 km sydost om huvudstaden Brasília. Papagaios ligger 722 meter över havet och antalet invånare är 11 850.
Terrängen runt Papagaios är platt. Runt Papagaios är det ganska glesbefolkat, med 25 invånare per kvadratkilometer.. Det finns inga andra samhällen i närheten.
Omgivningarna runt Papagaios är huvudsakligen savann.